# The Bootleg Series Vol. 6: Live 1964
Bob Dylan: Live 1964 – Concert at Philharmonic Hall ist eine im Jahr 2004 von Columbia Records veröffentlichte Live-Doppel-CD eines Konzerts von Bob Dylan vom 31. Oktober 1964 in der Philharmonic Hall am New Yorker Broadway.
Die CD enthält das gesamte Konzert, bestehend aus 19 Liedern (18 Eigenkompositionen und dazu das Traditional „Silver Dagger“), drei davon zusammen mit Joan Baez, eins von ihr alleine gesungen.
Dylan ist überaus gut gelaunt; er lacht viel, kommuniziert mit dem Publikum und reißt Witze. So kündigt er Who Killed Davey Moore? unter viel Gekicher mit den Worten an „This is a song about a boxer… It is taken out of the newspapers. Nothing has been changed – except the words.“ Und später sagt er, weil Halloween-Nacht ist, „I have my Bob Dylan mask on.“ Als er „I Don't Believe You (She Acts Like We Never Met)“ singen will, fällt ihm zunächst der Text nicht ein – also fragt er einfach das Publikum (das gerne aushilft).
Im Nachhinein betrachtet kündigt dieses Konzert den ersten einer langen Reihe von Stilwechseln in Dylans Arbeit an. Während seine Fangemeinde ihn noch als Sprecher der Protestgeneration verehrt, ist ihm diese unfreiwillige Rolle längst lästig; seine Texte verlieren an Tagesaktualität, er sucht nun seinen individuellen künstlerischen Ausdruck. Auch in der Musik kündigt sich ein Umbruch an, denn zum letzten Mal war hier ein rein akustisches Solokonzert zu hören. Drei Monate später nimmt Dylan sein nächstes Studioalbum Bringing It All Back Home auf, das mit elektrischer Begleitband eingespielt ist und mit Subterranean Homesick Blues Dylans ersten Rocksong enthält.
Sean Wilentzs Text im Booklet des Albums war 2005 nominiert für einen Grammy in der Kategorie „Best Album Notes“.

## Titelliste

### CD 1
1. The Times They Are A-Changin' 2 – 3:29
2. Spanish Harlem Incident 3 – 3:07
3. Talkin' John Birch Paranoid Blues 5 – 4:06
4. To Ramona 3 – 6:01
5. Who Killed Davey Moore? 5 – 4:46
6. Gates of Eden 4 – 8:32
7. If You Gotta Go, Go Now (Or Else You Got to Stay All Night) 5 – 4:06
8. It’s Alright, Ma (I'm Only Bleeding) 4 – 11:26
9. I Don't Believe You (She Acts Like We Never Met) 3 – 4:01
10. Mr. Tambourine Man 4 – 6:33
11. A Hard Rain’s A-Gonna Fall 1 – 7:44

### CD 2
1. Talkin' World War III Blues 1 – 5:52
2. Don't Think Twice, It’s All Right 1 – 4:34
3. The Lonesome Death of Hattie Carroll 2 – 6:57
4. Mama, You Been on My Mind 5 – 3:35 mit Joan Baez
5. Silver Dagger 5 – 3:47 Gesang: Joan Baez (Dylan: Gitarre/Mundharmonika)
6. With God on Our Side 2 – 6:17 mit Joan Baez
7. It Ain't Me, Babe 3 – 5:11 mit Joan Baez
8. All I Really Want to Do 3 – 4:01

#### Chronologie der Studioversionen
1 The Freewheelin’ Bob Dylan (Mai 1963)
2 The Times They Are A-Changin' (Januar 1964)
3 Another Side of Bob Dylan (August 1964)
--- dieses Konzert (Oktober 1964) ---
4 Bringing It All Back Home (März 1965)
5 keine Studioversion